# جيمس أ. فلاهرتي
جيمس أ. فلاهرتي (بالإنجليزية: James A. Flaherty)‏ هو محامي أمريكي، ولد في 3 يوليو 1853، وتوفي في 2 يناير 1937.